# La Boisse
La Boisse es una comuna francesa situada en el departamento de Ain, de la región de Auvernia-Ródano-Alpes.

## Demografía
| 834 | 984 | 1 202 | 1 457 | 1 751 | 1 959 | 2 419 | 2 709 | 2 928 | 3 229 |
| Para los censos de 1962 a 1999 la población legal corresponde a la población sin duplicidades (Fuente: INSEE [Consultar]) |     |       |       |       |       |       |       |       |       |

Pertenece a la aglomeración urbana de Lyon.